# Xenagama batillifera
Espèce
Synonymes
- Uromastix batilliferus Vaillant, 1882

Xenagama batillifera est une espèce de sauriens de la famille des Agamidae.

## Répartition
Cette espèce est endémique du Nord-Ouest de la Somalie.
Sa présence est incertaine dans l'Est de l'Éthiopie.

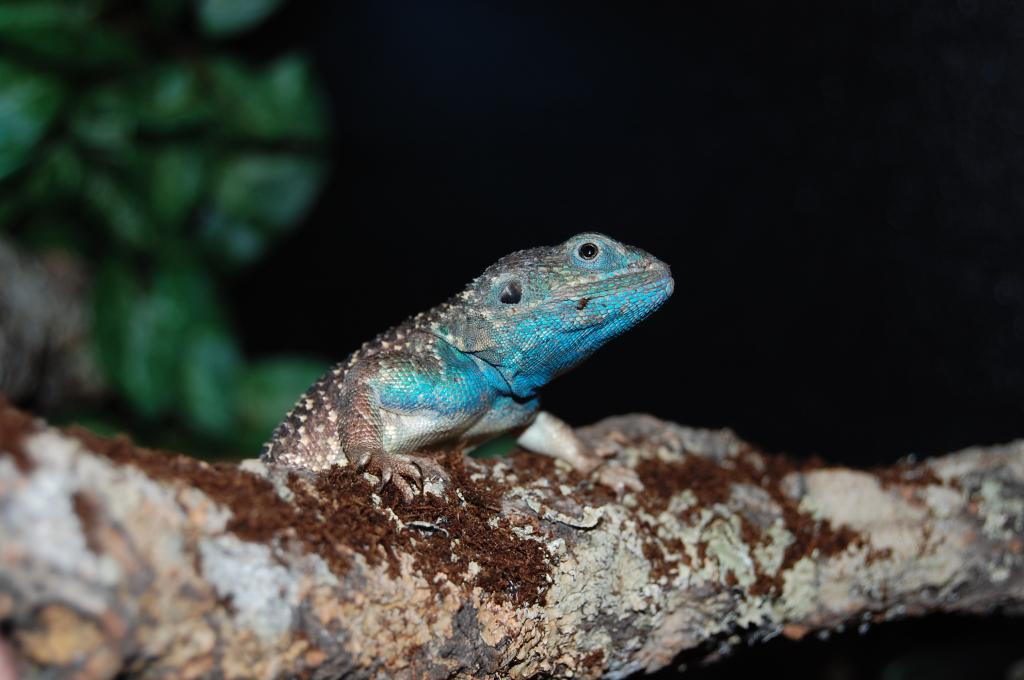
Xenagama batillifera ♂

## Publication originale
- Vaillant, 1882 : Reptiles et Batraciens. Mission G. Révoil aux pays Comalis, Faune et Flore. Faune et Flore des Pays Comalis, Afrique orientale, p. 1-25 (texte intégral).